# ヘキサニトロコバルト(III)酸カリウム
ヘキサニトロコバルト(III)酸カリウム（potassium hexanitritocobaltate(III)）は、化学式がK3[Co(NO2)6]の黄色の錯体である。亜硝酸コバルトカリウムもしくは硝酸コバルトカリウムとも呼ばれる。この錯体の陰イオンは三価コバルト中心に6個のニトロ配位子が結合している。水にはほとんど溶けない。
1848年ブレスラウのN. W. Fischerにより初めて合成された。黄色の顔料として使われ、オーレオリンもしくはコバルトイエローと呼ばれる。Colour Index Generic NameはPigment Yellow 40である。